# كريستين أبي زيد
كريستين ساندرا أبي زيد (بالإنجليزية: Christine Sandra Abizaid)‏؛ هي ضابط استخبارات أمريكية، عُنيت من قبل الرئيس الأمريكي جو بايدن في 29 يونيو 2021 لإدارة المركز الوطني لمكافحة الإرهاب، لتصبح أوّل امرأة أمريكية ترأس المركز منذ إنشائه. عملت في بداياتها مستشارة سياسية إبّان رئاسة الرئيس الأمريكي الأسبق باراك أوباما، ثم أصبحت مساعدًا للرئيس لشؤون الأمن الداخلي ومكافحة الإرهاب آنذاك ثم مساعدًا لوزير الدفاع الأمريكي لشؤون أفغانستان باكستان وآسيا الوسطى. خدمت في دول الشرق الأوسط وأفغانستان وباكستان وآسيا الوسطى.

## أسرتها
هي ابنة الجنرال الأمريكي المتقاعد من أصول لبنانية جون أبي زيد.

## دراستها
حصلت كريستين أبي زيد على البكالوريوس من جامعة كاليفورنيا في سان دييغو، وعلى الماجستير من جامعة ستانفورد.